# 拜占庭禮天主教克里熱夫齊教區
拜占庭禮天主教克里熱夫齊教區（拉丁語：Dioecesis Crisiensis）是羅馬天主教會的一部分，為克羅地亞，塞爾維亞和黑山拜占庭禮教區的一個教區，該教會為東儀天主教會的22個成員之一。教區以克羅地亞北部克里熱夫齊為中心的，屬薩格勒布總教區。成立於1777年6月15日。現任教區教座出缺，宗座署理為米蘭·斯蒂皮奇，榮休主教為尼各老·凱基奇。

## 現況
2010年有教友21,509人。教區下轄四十四個堂區，有廿八名司鐸。現任教區主教為尼各老·凱基奇。現在拜占庭禮使用斯拉夫語。

## 歷史

### 教區成立
為了支持拜占庭禮天主教的牧民工作，哈布斯堡君主國（德語：Habsburgermonarchie，英語：Habsburg Monarchy）女皇瑪麗亞·泰瑞莎（德語：Maria Theresia）意識到成立獨立的拜占庭禮天主教教區是必要的。後來，教宗庇護六世決定將拉丁禮扎達爾總教區中分出來。於1777年6月17日，教宗庇護六世成立拜占庭禮天主教克里熱夫齊教區，以替代之前的教區Marča。但一些塞爾維亞東正教徒，反對成立新的教區，特別是北部城市斯雷姆斯基卡尔洛夫齐。

### 教區發展
在第一次世界大戰之後，克里熱夫齊教區開始在南斯拉夫發展。後來，由於人口遷移和教區發展，信徒開始在不同的國家出現，包括：
- 在約1900年，從加利西亞移居到烏克蘭的信徒。
- 於19世紀，在馬其頓進行傳教。
- 一些羅馬尼亞人居住在塞爾維亞。

### 南斯拉夫破裂
在南斯拉夫瓦解後，教區持續發展。直到2003年，教宗若望保祿二世決定從教區中成立塞爾維亞暨黑山宗座代牧區（英語：Apostolic Exarchate of Serbia and Montenegro）。它在成立後，仍然與教區有密切的聯絡。另外，教宗於2003年又在教區中復設馬其頓宗座代牧區。它成立後，成為獨立的東儀天主教會成員之一，稱為馬其頓希臘禮天主教會（英語：Macedonian Greek Catholic Church）。

## 傳教
於1902年，克里熱夫齊教區主教派出第一位拜占庭禮天主教神父，由克羅埃西亞來到美國。當時，他的工作是負責牧養在俄亥俄州的克里夫蘭的拜占庭禮信徒。而另一位克羅地亞神父於1894年，來到賓夕法尼亞州的阿勒格尼服務。

## 代牧區
塞爾維亞暨黑山宗座代牧區
宗座代牧區於2003年6月28日從克里熱夫齊教區中分出。雖然代牧區已從克里熱夫齊教區中分出，但兩者的關係仍然密切。代牧區的管理範圍包括巴爾幹半島的塞爾維亞和黑山，教座設立於伏伊伏丁那的魯斯基-克斯圖爾。根據2009年的統計，有教友22,369人、廿一個堂區和十八名司鐸。

## 主教列表
克里熱夫齊教區主教的列表是：
- Vasilije Božičković（1777年–1785年）
- Josaphat Bastašić（1787年–1793年）
- Silvester Bubanović（1795年–1810年）
- Konstantin Stanić（1815年–1830年）
- Gabrijel Smičklas（1834年–1856年）
- Đorđe Smičklas（1857年–1881年）
- Ilija Hranilović（1883年–1889年）
- Julije Drohobeczky（1891年–1920年）
- Dionisije Njaradi（1920年–1940年）
- Janko Šimrak（1942年–1946年）
- 主教懸空（1946年–1983年）
  - Gabrijel Bukatko（1950年–1981年）宗座署理
  - Joakim Segedi（1964年–1984年）輔理主教
- Slavomir Miklovš（1983年–2009年）
- 尼各老·凱基奇（英语：Nikola Kekić）（2009年－2019年3月18日）

## 外部連結
- 拜占庭禮天主教克里熱夫齊教區官方網站